# François-Guillaume Ménageot
François-Guillaume Ménageot, né le 9 juillet 1744 à Londres et mort le 4 octobre 1816 à Paris, est un peintre français.
Directeur de l'Académie de France à Rome et membre de l'Académie des beaux-arts, son œuvre est essentiellement constituée de scènes religieuses et historiques. 

## Biographie
Fils d’Augustin Ménageot (v. 1700-1784), célèbre marchand de tableaux (il conseilla notamment Denis Diderot), le jeune Ménageot est d'abord l’élève de Deshays de Colleville puis de Vien et enfin de Boucher, dont il adopte, à ses débuts, le style et le goût pour les couleurs chaudes.
Après avoir remporté le prix de Rome, en 1766, avec son Thomyris, reine des Massagètes faisant plonger la tête de Cyrus dans un vase plein de sang  (Paris, École des Beaux-Arts), il séjourne à l'Académie de France à Rome de 1769 à 1774. 

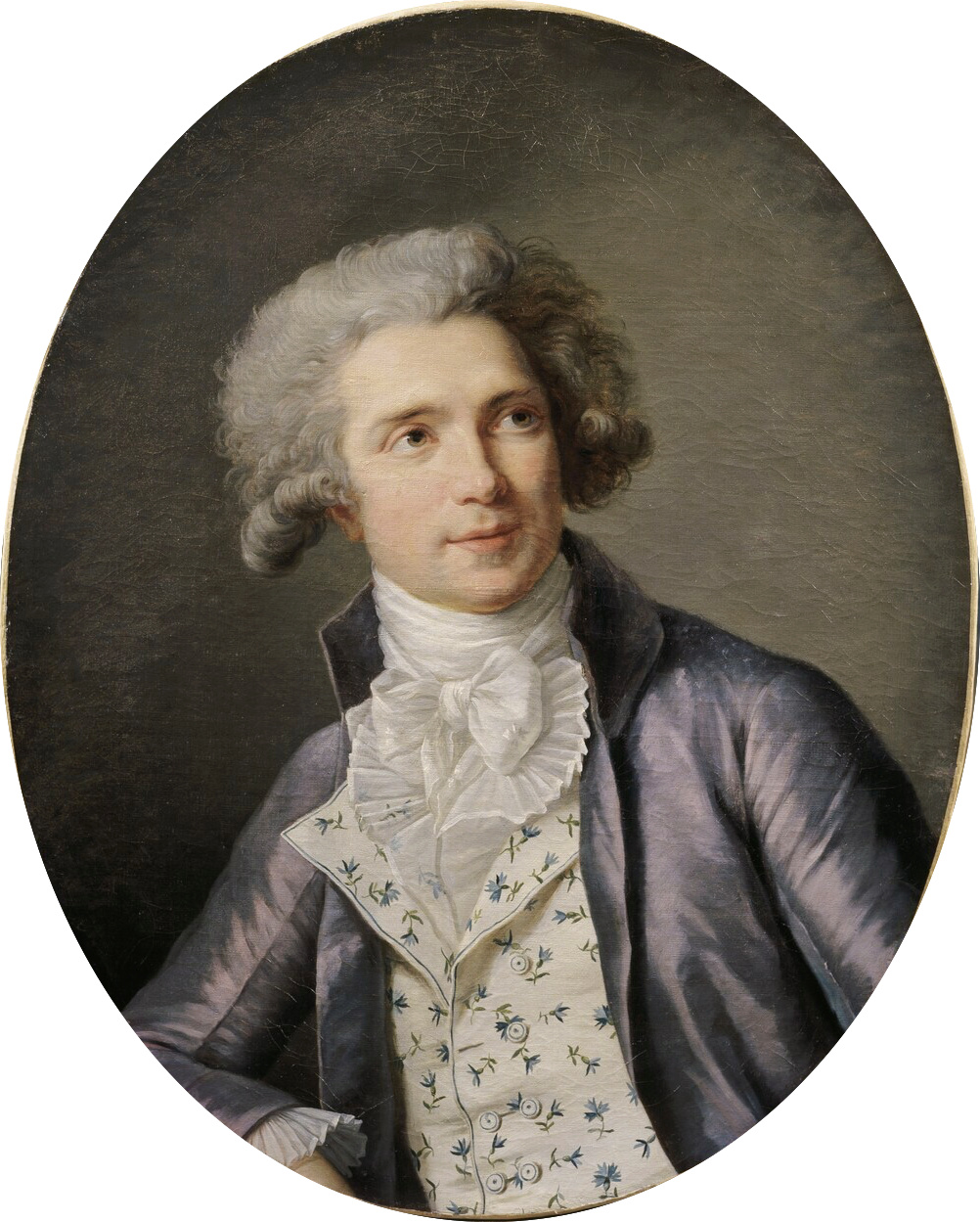
Marie-Victoire Lemoine, Portrait de François-Guillaume Ménageot, vers 1785 (musée national du château de Versailles)

En 1777, Ménageot présente Les Adieux de Polyxène à Hécube (Chartres, musée des Beaux-Arts) comme morceau d’agrément à l’Académie Royale de peinture. En 1780, il est reçu membre de l’Académie royale de peinture et de sculpture avec L'étude arrêtant le temps (Paris, École des Beaux-Arts) comme morceau de réception.
En 1781, il présente au Salon son Léonard de Vinci mourant dans les bras de François Ier, une réflexion sur La Mort de Germanicus de Nicolas Poussin. En 1787, il est préféré à David comme directeur de l’Académie de France de Rome et occupe ce poste jusqu’à sa suppression, le 27 novembre 1792.
Le 30 janvier 1790, il est nommé professeur de l'École des Beaux-Arts de Paris, comme successeur de Gros. C'est Hugou de Basseville, secrétaire de légation à Naples et envoyé spécial de la République à Rome qui dirige l'Académie jusqu'à son assassinat en 1793. Il est suffisamment estimé pour figurer, en 1800, dans la liste des dix meilleurs peintres français établie par Le Brun, à la demande de Lucien Bonaparte.
Il peint en 1808 le Mariage du prince Eugène de Beauharnais avec la princesse Amélie de Bavière à Munich (Versailles, musée national du château de Versailles et des Trianons). Décoré de la Légion d'honneur, il est nommé membre de l’Académie des beaux-arts en 1809.  
Ménageot fait partie de ces artistes qui ramenèrent la peinture française vers le « grand genre », tout en la renouvelant, avec des compositions plus horizontales, une draperie plus sculpturale, des couleurs plus froides dans des décors monumentaux. Le musée du Louvre conserve de Ménageot un Portrait du baron de Breteuil, genre qu'il aborda rarement.

## Œuvres dans les collections publiques
Aux États-Unis

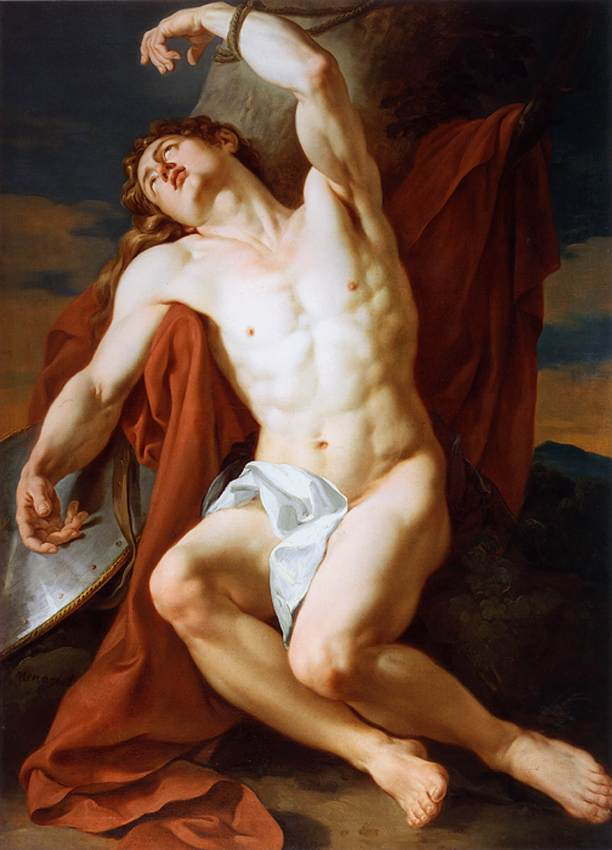
Le Martyre de saint Sébastien, Milwaukee, Patrick and Beatrice Haggerty Museum of Art.

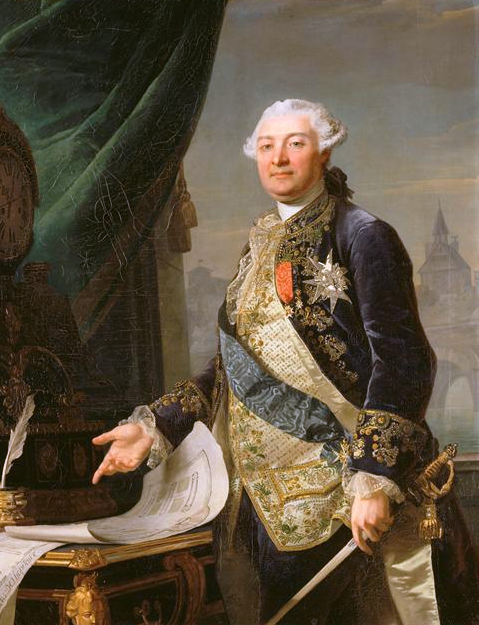
Portrait du baron de Breteuil, Paris, musée du Louvre.

- Milwaukee, Patrick and Beatrice Haggerty Museum of Art (en) : Le Martyre de saint Sébastien, huile sur toile ;

En France
- Amboise, Musée Hôtel Morin : La Mort de Léonard de Vinci dans les bras de François Ier, 1781, huile sur toile (une interprétation en gravure par Charles-François-Adrien Macret[3] est conservée au British Museum de Londres). Restauré en 2016 grâce à l'aide de la Fondation Saint-Louis, le tableau est exposé au château royal d'Amboise ;
- Angers, musée des Beaux-Arts :
  - Astyanax arraché des bras de sa mère Andromaque, 1783, huile sur toile ;
  - Cléopâtre rendant ses derniers hommages à Marc-Antoine, 1785, huile sur toile ;
- Chartres, musée des Beaux-Arts : Les Adieux de Polyxène à Hécube, 1777, huile sur toile ;
- Douai, collégiale Saint-Pierre :
  - La Justification de la chaste Suzanne, 1779, huile sur toile ;
  - La Peste de Jérusalem, 1779, huile sur toile ;
- Paris, École nationale supérieure des Beaux-Arts :
  - Tomyris plongeant la tête de Cyrus dans un bol de sang, 1766, huile sur toile ;
  - L'Étude résistant au passage du temps, 1780, huile sur toile ;
- Paris, église Saint-Eustache : L'Adoration des bergers, huile sur toile ;
- Paris, musée du Louvre : Méléagre imploré par sa famille, 1789, huile sur toile ;
- Versailles, musée de l'Histoire de France : Le Mariage d'Eugène de Beauharnais, huile sur toile ;
- Villeneuve-sur-Yonne, église Notre-Dame-de-l'Assomption : L'Adoration des bergers, huile sur toile ;

En République tchèque
- Židlochovice, musée[4] : La Continence de Scipion, 1787, huile sur toile.

## Dessins
- Hercule assis, au repos, pierre noire, estompe, sanguine et rehauts de craie blanche sur papier beige, H. 0,564 ; L. 0,419 m[5]. Paris, Beaux-Arts de Paris[6]. La belle signature tracée d'une main autoritaire ainsi que sa présence dans les collections des Beaux-Arts de Paris confirment l'hypothèse qu'il réalisa ce dessin alors qu'il était professeur. La présence d'une peau de lion et d'une massue ainsi que les cheveux courts, ceints d'un bandeau à la mode néoclassique, transforment le modèle en figure de l'Antiquité.